# 奥达克斯意大利人体育俱乐部
奥达克斯意大利人体育俱乐部（Audax Club Sportivo Italiano）是智利足球俱乐部，位于首都圣地亚哥。球队现为智利足球甲级联赛球队。球队的主体育场为可容纳12,000个座位的拉佛罗里达市政体育场（Estadio Municipal de La Florida）。

## 球队历史
俱乐部由意大利移民于1910年11月30日以“奥达克斯意大利人自行车俱乐部”（Audax Club Ciclista Italiano）的名字所创建，成立之初主要参与自行车运动。随着足球运动在智利的快速发展和普及，俱乐部于1917年开始参加足球运动，并于1922年随着俱乐部足球迷的增加而更名为“奥达克斯意大利人体育俱乐部”（Audax Club Sportivo Italiano）。
2007年1月，俱乐部被改制为有限责任公司，并加上俱乐部所在社区的名字，更名为“拉佛罗里达奥达克斯意大利人”（Audax Italiano La Florida）。
球队一直是智利足球联赛的常客，但却直到2007年才首次参加正式的国际赛事南美解放者杯。作为一家以意大利移民成立的俱乐部，球队有着其他一些由移民成立的特殊对手，比如西班牙人联盟（Unión Española）、巴勒斯坦人队（Palestino）等。

## 球队荣誉
- 智利足球甲级联赛冠军：4次

1936年、1946年、1948年、1957年
- 智利杯：1次

1941年

## 知名球员
- 克劳迪奥·博尔吉
- Salvador Cabañas
- Alejandro Carrasco
- Eduardo Fournier
- Pablo Lenci
- 卡洛斯·雷诺索
- 佩德罗·雷耶斯
- 温贝托·苏亚索
- 拉菲尔·奥拉拉
- 卡洛斯·比达尔
- 胡戈·布里苏埃拉

## 官方赞助商
- Diadora
- 智利美洲大学（英语：Universidad de las Américas (Chile)）